# Cerodrillia abdera
Cerodrillia abdera är en snäckart som först beskrevs av Dall 1919.  Cerodrillia abdera ingår i släktet Cerodrillia och familjen Drilliidae. Inga underarter finns listade i Catalogue of Life.